# Neoplocaederus vadoni
Neoplocaederus vadoni là một loài bọ cánh cứng trong họ Cerambycidae.